# Sofia Amàlia de Brunsvic-Lüneburg

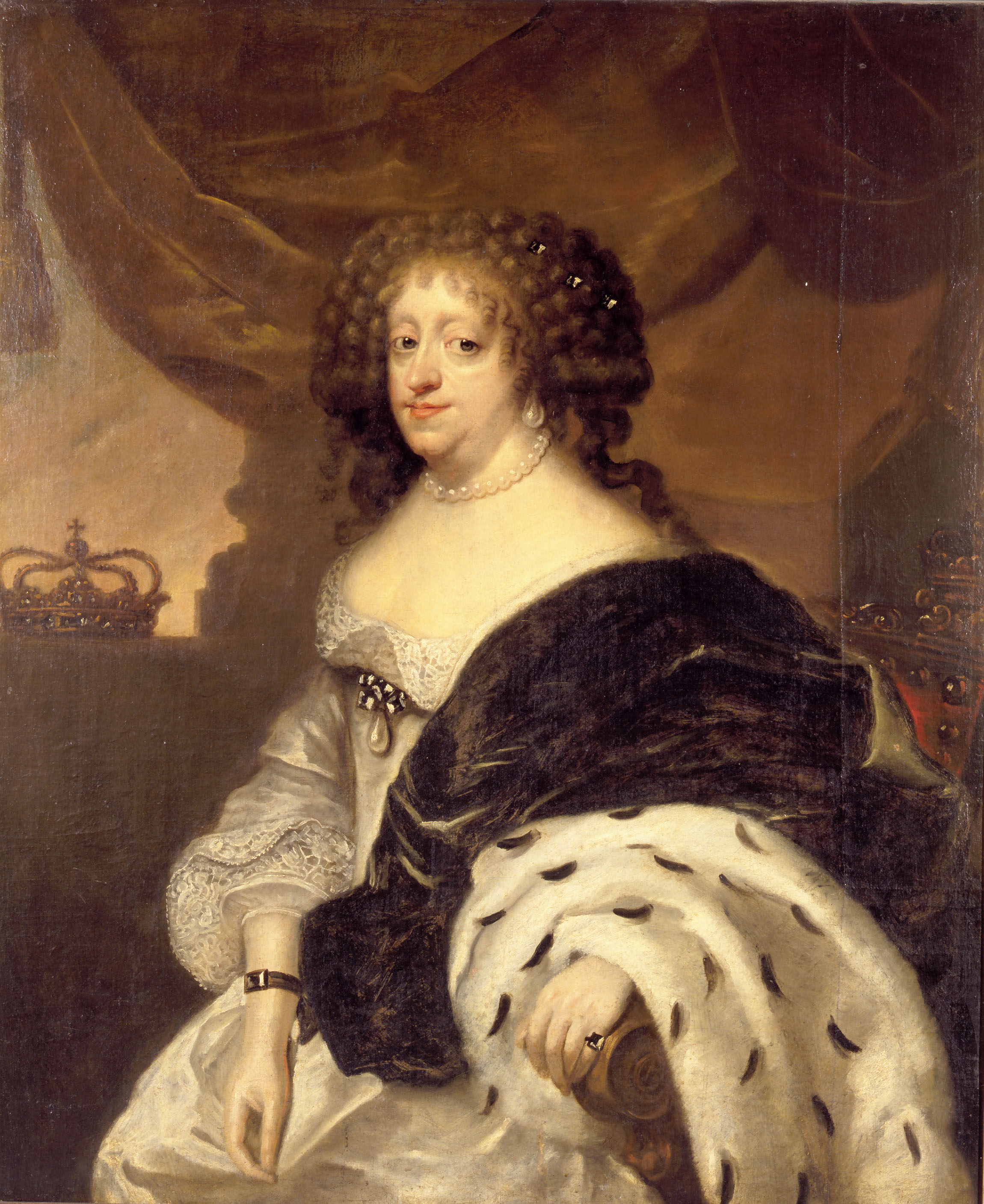
Sofia Amàlia de Brunsvic-Lüneburg

Sofia Amàlia de Brunsvic-Lüneburg (en alemany Sophie Amalie von Braunschweig-Lüneburg) va néixer al castell de Herzberg el 24 de març de 1628 i va morir a Copenhaguen el 20 de febrer de 1685. Era filla del duc Jordi de Brunsvic-Lüneburg
(1582-1641) i d'Anna Elionor de Hessen-Darmstadt (1601-1659).
Sofia Amàlia era molt amant de la caça i, tot i la difícil situació financera del regne, va ser el centre de la sumptuosa vida de la Cort. Li agradava la moda, les festes i el teatre, i va introduir el gust de la moda francesa a Dinamarca. Ella mateixa, amb els seus fills participava de les representacions teatrals. La sumptuositat de la Cort en un país empobrit va causar malestar entre la població.
En la primera part del regnat de Frederic III, i més tard durant el regnat del seu fill Cristià V, va tenir una notable influència en les decisions polítiques, amb la voluntat d'introduir-hi una monarquia absoluta. Va tenir un paper destacat en la guerra contra Suècia el 1657, i va aconseguir una gran popularitat pel suport moral que la reina oferí durant el setge de Copenhaguen entre 1658 i 1660. Va tenir unes relacions difícils amb la família del seu marit, amb una gran ambició per a situar adequadament les seves filles. Un cop vídua es va retirar al seu palau d'Amalienborg construït entre 1669 i 1673.

## Matrimoni i fills
L'1 d'octubre de 1643 es va casar al castell de Glücksburg amb Frederic III de Dinamarca (1609-1670), fill de Cristià IV (1577-1648) i d'Anna Caterina de Brandenburg (1575-1612). El matrimoni va ser convingut el 1640, quan Frederic era arquebisbe de Bremen i no semblava que hagués d'assumir la corona danesa. Els anys 1646 i 1647 van viure a Flensborg, quan va morir el germà gran de Frederic i hereu de la Corona, un any abans que el seu pare, de manera que Sofia Amàlia es va convertir en reina de Dinamarca el 1648. El matrimoni va tenir vuit fills: 
- Cristià (1646-1699), rei de Dinamarca i de Noruega, casat amb Carlota Amàlia de Hessen-Kassel (1650-1714).
- Anna Sofia (1647-1717), casada amb el príncep elector Joan Jordi III de Saxònia (1647-1691).
- Frederica Amàlia (1649-1704), casada amb el duc Cristià Albert de Holstein-Gottorp (1641-1695).
- Guillemina Ernestina (1650-1706), casada amb el príncep elector Carles II del Palatinat.
- Frederic (1651-1652).
- Jordi (1653-1708), príncep consort de la Gran Bretanya, casat amb la reina Anna de la Gran Bretanya.
- Ulrica Elionor (1656-1693), reina de Suècia, casada amb Carles XI de Suècia.
- Dorotea (1657-1658).